# 雅息特 (伊利諾伊州)
雅息特（英語：Exeter）是位於美國伊利諾伊州斯科特縣的一個村落。

## 地理
雅息特的座標為39°43′09″N 90°29′46″W / 39.71917°N 90.49611°W，而該地最高點為海拔高度168米（即551英尺）。

## 人口
根據2010年美國人口普查的數據，雅息特的面積為1.79平方千米，當中陸地面積為1.79平方千米，而水域面積為0.00平方千米。當地共有人口65人，而人口密度為每平方千米36人。